# Champagné-Saint-Hilaire
Champagné-Saint-Hilaire è un comune francese di 963 abitanti situato nel dipartimento della Vienne nella regione della Nuova Aquitania.

## Società

### Evoluzione demografica
Abitanti censiti